# Carlemannia griffithii
Carlemannia griffithii är en tvåhjärtbladig växtart som beskrevs av George Bentham. Carlemannia griffithii ingår i släktet Carlemannia och familjen Carlemanniaceae. Inga underarter finns listade i Catalogue of Life.